# Melaleuca violacea
Melaleuca violacea är en myrtenväxtart som beskrevs av Johannes Conrad Schauer. Melaleuca violacea ingår i släktet Melaleuca och familjen myrtenväxter. Inga underarter finns listade i Catalogue of Life.